# Kleszczele
Kleszczele [klɛʂˈt͡ʂɛlɛ] (litauisch Kleščelė) ist eine Stadt im Powiat Hajnowski der Woiwodschaft Podlachien in Polen. Sie ist Sitz der gleichnamigen Stadt-und-Land-Gemeinde mit etwas mehr als 2630 Einwohnern.

## Geografische Lage
Die Stadt liegt im Osten Polens, etwa zehn Kilometer von der Staatsgrenze zu Belarus entfernt, am Oberlauf des Flusses Nurzec.

## Geschichte
Die erste urkundliche Erwähnung des heutigen Kleszczele stammt aus dem 15. Jahrhundert. Stadtrecht erhielt der Ort 1523 von Sigismund I. Bis zum 16. Jahrhundert waren alle Bewohner aus Wolhynien und so gab es zu dieser Zeit zwei orthodoxe Kirchen.
1777 kam es zu einem großen Brand, bei welchem nur 13 der 181 Wohnhäuser verschont wurden. Bis 1794 war die Häuserzahl auf 270 angewachsen. Bei der Dritten Teilung Polens kam der Ort 1795 zum Königreich Preußen. Nach dem Frieden von Tilsit wurde Kleszczele Teil Russlands. 1873 erfolgte der Anschluss an das Schienennetz. Nach Ende des Ersten Weltkrieges wurde der Ort Teil des wiederentstandenen Polens. Während des Zweiten Weltkrieges erfolgte die Besetzung durch die deutsche Wehrmacht. Am 20. Juli 1944 nahm die 65. Armee der Weißrussischen Front die Stadt ein und der Ort wurde wieder Teil Polens. 1950 verlor Kleszczele das Stadtrecht. 1993 wurde dem Ort wieder das Stadtrecht erteilt.

### Eingemeindungen
Auf Initiative der Königin Bona Sforza wurden bereits um 1533 die Dörfer Dobra Woda, Babicze-Kuzawa, Trubianka, Nurzec-Czeremcha und Kośna-Daszewicze nach Kleszczele eingemeindet.

### Einwohnerentwicklung
Nachfolgend die graphische Darstellung der Einwohnerentwicklung.

## Gemeinde
Zur Stadt-und-Land-Gemeinde (gmina miejsko-wiejska) gehören neben der Stadt Kleszczele 14 Dörfer mit Schulzenämtern.

## Bauwerke

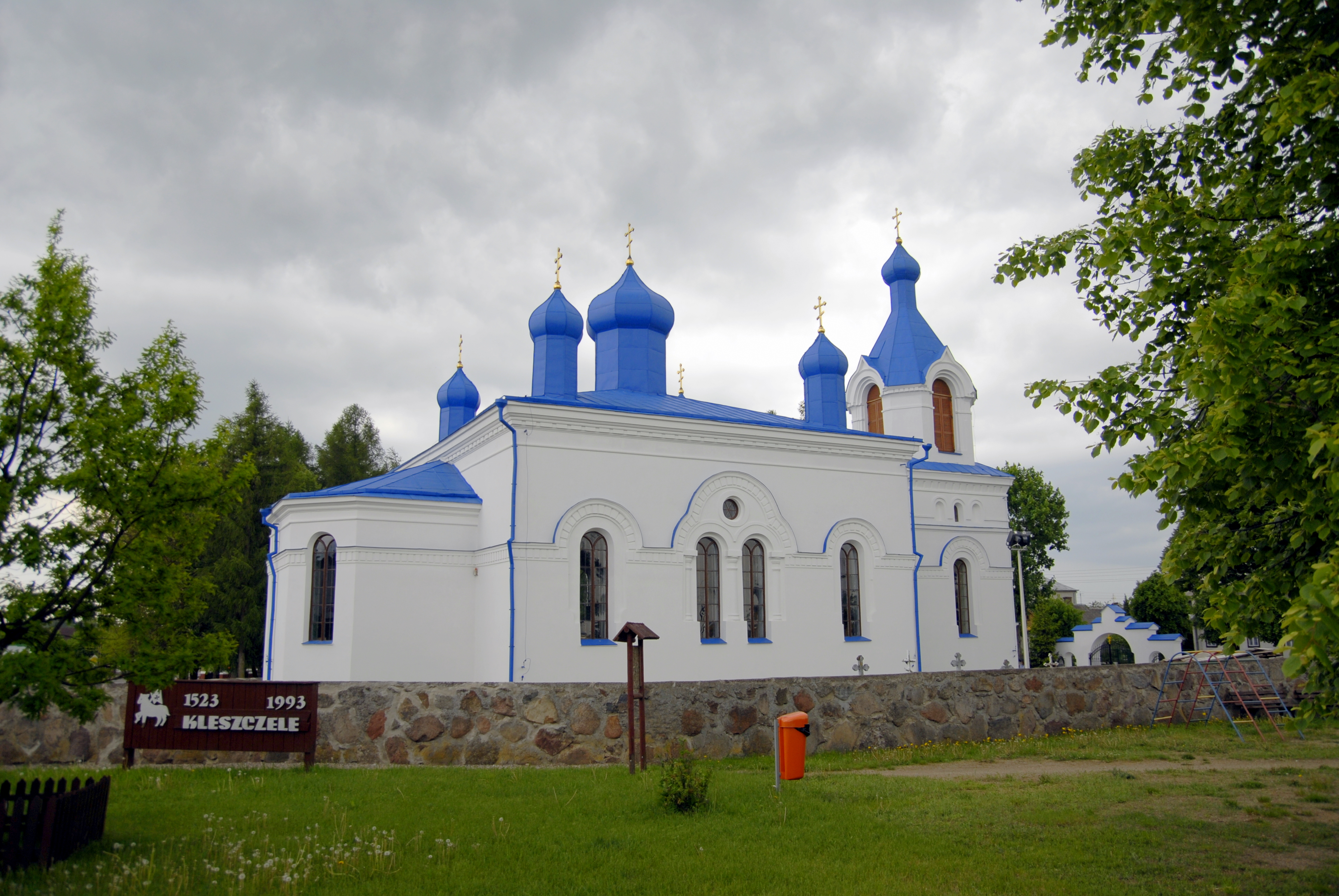
Orthodoxe Kirche

- Eine orthodoxe Kirche aus dem Jahr 1870.
- Ein hölzerner Glockenturm aus dem Jahr 1709
- Das Bahnhofsgebäude von 1900

## Verkehr

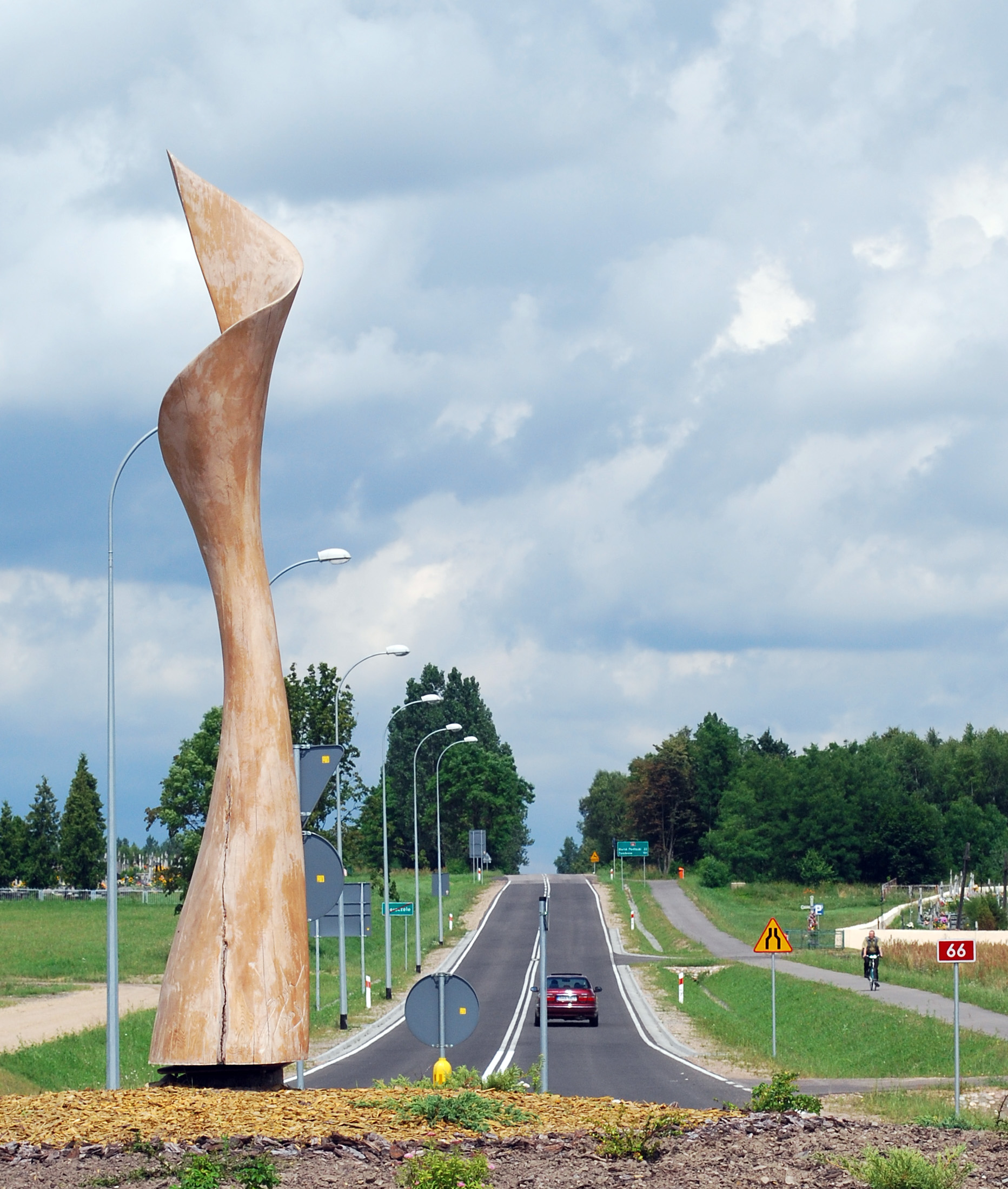
Kreisverkehr der DK66 in Kleszczele

Durch die Stadt führt die Landesstraße 66 (droga krajowa 66). Diese führt nach etwa zwölf Kilometern in südöstlicher Richtung zum Grenzübergang nach Belarus. Nach 25 Kilometern in nördlicher Richtung führt die Straße durch Bielsk Podlaski, wo sie nach Westen abknickt. 
Weiterhin beginnt in Kleszczele die Woiwodschaftsstraße 685 (droga wojewódzka 685) die in nordöstlicher Richtung nach Hajnówka führt. Die Woiwodschaftsstraße 693 beginnt ebenfalls in der Stadt und führt Richtung Südwesten. Sie mündet nach 35 Kilometern in Siemiatycze in die Landesstraße 19.
Es gibt Linienbusverkehr nach Białystok, Bielsk Podlaski und Hajnówka.
Die Stadt ist an das Schienennetz angeschlossen. Es gibt eine Direktverbindung nach Białystok über Bielsk Podlaski. Hajnówka und Siedlce können über einen Umstieg im sieben Kilometer südlich gelegenen Czeremcha erreicht werden.
Der nächste internationale Flughafen ist der Frédéric-Chopin-Flughafen Warschau, welcher sich 170 Kilometer westlich befindet.